# Adenodolichos rhomboideus
Adenodolichos rhomboideus är en ärtväxtart som först beskrevs av Karl August Otto Hoffmann, och fick sitt nu gällande namn av Hermann August Theodor Harms. Adenodolichos rhomboideus ingår i släktet Adenodolichos och familjen ärtväxter. Inga underarter finns listade i Catalogue of Life.